# Khunti
Khunti là một thành phố và là một khu vực quy hoạch (notified area) của quận Ranchi thuộc bang Jharkhand, Ấn Độ.

## Địa lý
Khunti có vị trí 23°05′B 85°17′Đ / 23,08°B 85,28°Đ Nó có độ cao trung bình là 611 mét (2004 feet).

## Nhân khẩu
Theo điều tra dân số năm 2001 của Ấn Độ, Khunti có dân số 29.271 người. Phái nam chiếm 52% tổng số dân và phái nữ chiếm 48%. Khunti có tỷ lệ 69% biết đọc biết viết, cao hơn tỷ lệ trung bình toàn quốc là 59,5%: tỷ lệ cho phái nam là 75%, và tỷ lệ cho phái nữ là 61%. Tại Khunti, 15% dân số nhỏ hơn 6 tuổi.